# Melodische Intonationstherapie
Die Melodische Intonationstherapie ist eine Form der Sprachtherapie, die Gesang zur Behandlung von Patienten mit nicht-flüssigen Aphasien und Sprechapraxien einsetzt.

## Die Anfänge
Die ersten Ansätze, Gesang zur Behandlung von Aphasikern einzusetzen, wurden bereits 1904 von dem amerikanischen Neurologen Charles Mills entwickelt. Basierend auf der Beobachtung, dass Menschen, die in ihrer Sprachproduktion schwer geschädigt sind, aber dennoch fähig sind, den Text ihnen bekannter Lieder mit instrumentaler Begleitung oder im Chor zu singen, ließ Mills seine Patienten einfach solche Lieder singen, während er sie am Klavier begleitete. Es stellte sich aber heraus, dass diese Art von Therapie die Patienten nicht dazu befähigte, Wörter aus den Liedern, die sie im Singen tadellos aussprechen konnten, auch für propositionale Sprache verwenden zu können, da sie zu stark mit der Melodie des Liedes verbunden seien. Deshalb fällt es auch nicht-aphasischen Patienten schwer, den Text eines bekannten Liedes fortzusetzen, wenn er ihnen irgendwo mitten im Vers beginnend vorgegeben wird. Es besteht anscheinend ein großer Unterschied zwischen motorisch eingelernten Bewegungen der Artikulatoren und dem Ausdrücken von Gedanken in propositionale Sprache. Als Erster kam der amerikanische Sprachpathologe Ollie Backus 1945 auf die Idee, einzelne Wörter aphasischen Patienten in zumindest rhythmischer Form vorzusprechen. Die Melodische Intonationstherapie (MIT) aber im Wesentlichen in der Form, wie sie heute existiert, wurde 1972 von Robert Sparks, Martin L. Albert und Nancy Helm erarbeitet.

## Melodische Intonationstherapie

### Kandidaten
Patienten, für die eine MIT Fortschritte erbrächte, sollten folgende Symptome aufweisen: Das Gehirn darf nur einseitig, nämlich in der sprachdominanten Hemisphäre, überwiegend im Bereich des Broca-Areals geschädigt sein. Die Sprachausgabe ist nicht fließend und undeutlich artikuliert, Stereotypien und Recurring Utterances treten ebenfalls auf. Das Nachsprechen funktioniert selbst für einfache Wörter kaum bis gar nicht. Das Sprachverständnis hingegen sollte wenigstens mittelmäßig vorhanden sein, der Patient sich seiner sprachlichen Fehlleistungen bewusst und somit auch fähig zur Selbstkorrektur sein. Wie bei den meisten Therapien sollte auch bei MIT der Patient gut motiviert und emotional stabil sein und eine große Aufmerksamkeitsspanne besitzen. Menschen mit einer Wernicke- oder transkortikal-motorischen Aphasie, bei der die Sprachproduktion zwar beeinträchtigt, das Nachsprechen aber erhalten ist, können in manchen Fällen die MIT absolvieren, tragen aber keine merklichen Verbesserungen für die Alltagskommunikation davon.
Meistens haben Aphasiker, bevor sie mit MIT behandelt werden, mehrere Monate erfolgloser Therapie hinter sich und ihre Krankheit hat bereits ein chronisches Stadium erreicht.

### Vorbereitung
Das Corpus an zu präsentierenden Items sollte aus mehrsilbigen Wörtern, Phrasen und Sätzen bestehen, die aus der Alltagskommunikation stammen und eine hohe Benutzungshäufigkeit aufweisen. Dass dieses meist individuell für den Patienten angepasst werden muss, ist klar. Eine große Auswahl an Items ist auf jeden Fall erforderlich, um die Bandbreite an Stimuli weit zu halten und so Perseveration zuvorzukommen. Jedes Item wird mit einem Melodiemuster belegt, das seiner natürlichen Prosodie entspricht und sich über drei bis vier Tonhöhen erstreckt, wobei es nicht auf exakte Notenwerte, sondern auf die Unterscheidbarkeit von Hoch- und Tieftönen ankommt, und darauf zu achten ist, dass die Melodiemuster zu keinen populären Liedern allzu ähnlich klingen. Abschließend sind die Items nach steigender Komplexität zu ordnen, das heißt in Bezug auf Silbenzahl, Syntax (z. B. sind Imperative leichter zu verarbeiten) und Visualisierbarkeit der Laute (z. B. bilabiale, wie /o/, /b/ oder /m/, sind in den ersten Phasen der MIT zu bevorzugen), und in Bezug auf Struktur und Melodiemuster in der Reihenfolge abzuwechseln. Zusätzlich kann für jedes Item ein Bild gewählt werden, das dem Patienten jeweils vorgelegt wird.

### Durchführung
Der Therapeut sitzt dem Patienten gegenüber und geht nacheinander das Trainingscorpus über mehrere Levels, die im Folgenden erklärt werden, durch. Jedes Item wird, sofern nicht anders verlangt, durchgehend stimmhaft, überdeutlich und langsam gesungen. Der Patient soll so die Möglichkeit haben, die Struktur und das Lautbild des Gehörten zu erfassen. Dies wird noch dadurch unterstützt, dass der Therapeut leicht auf die linke Hand des Patienten den Rhythmus und die Betonung des Items schlägt. Mit der anderen Hand gibt der Therapeut die Zeichen zum Sprechen oder zum Zuhören, denn während und zwischen dem Intonieren von Items darf nichts sonst sprachlich vermittelt werden, da dies den Patienten aus dem Rhythmus bringen könnte. 
Zusätzlich zu den Einzelsitzungen kann es auch Gruppensitzungen geben, die die soziale Interaktion, Sprechinitiative und Spontansprache fördern können.

### Aufbau
Die Therapie ist in drei Levels aufgebaut, die jeweils aus vier bis fünf Schritten bestehen. Alle Items, die nach steigender Komplexität den Levels zugeteilt sind, sollen innerhalb ihres Levels alle Schritte durchlaufen. Erst wenn der letzte Schritt erreicht ist oder der Patient nicht die notwendige Leistungssteigerung erbringt, wird zum nächsten Item übergegangen und wieder bei Schritt 1 begonnen. Für die erfolgreiche Absolvierung eines Schrittes werden Punkte vergeben, von denen im Durchschnitt 90 Prozent erreicht werden müssen, um den Patienten in das nächste Level aufsteigen lassen zu dürfen. Im folgenden, vorgestellten MIT-Modell beziehe ich mich auf das von Sparks und Holland (1976), das vier statt drei Levels besitzt. Die übrigen Modelle weichen nur geringfügig von diesem ab (z. B. dahingehend, dass sie das beschriebene Level 1 nicht als eigenes Level angeben, sondern als einen einzelnen Schritt).
Level 1
Dieses Level dient der Einführung des Patienten in die außergewöhnlich anmutende Therapieform. Der Therapeut summt lediglich einige Melodiemuster vor und schlägt den entsprechenden Rhythmus dazu. Währenddessen und zwischendurch hat er den Patienten durch Handzeichen dazu zu ermutigen mitzumachen, das heißt mitzusummen und den Rhythmus mitzuschlagen. Sobald dieser sich an die Therapie gewöhnt hat, sich recht sicher fühlt und eifrig teilnimmt, kann zum nächsten Level übergangen werden. Bis dahin werden selbstverständlich noch keine Punkte vergeben.
Level 2
Das zweite Level besteht aus fünf Schritten. 
1. Der Therapeut summt die Melodie des Items vor und intoniert es anschließend mit Worten. Beide Male unterstützt er den Rhythmus und die Betonung durch Handschläge. Der Patient schweigt währenddessen und es werden auch keine Punkte vergeben.
2. Dann fordert der Therapeut den Patienten auf mitzumachen, sodass sie das Item gemeinsam mehrere Male intonieren. Wenn dies erreicht wird und eine Leistungsverbesserung verzeichnet werden kann, werden zwei Punkte gewertet und zum nächsten Schritt übergegangen, ansonsten folgt ein neues Item bei Schritt 1.
3. Die weitere Schwierigkeitssteigerung besteht darin, dass der Therapeut gegen Ende des Items und mit jeder Wiederholung immer leiser wird (jedoch weiterhin den Rhythmus klopft) und den Patienten alleine das Item singen lässt. Der Therapeut darf nicht den Fehler machen, nach seinem Verstummen die Lippen weiter zu bewegen. Aber er darf notfalls wieder einsteigen, falls der Patient Probleme haben sollte, muss sich in diesem Fall aber den Tonhöhen des Patienten anpassen, falls diese leicht abgewichen sein sollten und solange das Melodiemuster selbst dadurch nicht beeinflusst wurde. Zwei Punkte können vergeben werden.
4. In diesem Schritt intoniert zuerst der Therapeut das Item, dann erst der Patient alleine. Durch Handzeichen wird dies klargemacht. Weiterhin werden Rhythmus und Betonung durch Schläge vermittelt und bei Erfolg zwei Punkte vergeben.
5. Der Therapeut stellt gesungen eine Frage, die als Antwort das Item verlangt: „Was haben Sie gesagt?“ Der Patient soll ebenfalls gesungen antworten tun und erhält bei Erfolg zwei Punkte dafür.

Level 3
Dieses Level besteht aus vier Schritten. Unter den Items befinden sich mehrsilbige und phonologisch komplexere Wörter und Phrasen.
1. Der Therapeut singt das Item zweimal vor und begleitet dies mit Handschlägen zum Rhythmus ohne weitere verbale Beteiligung des Aphasikers.
2. Der Patient wird aufgefordert, mitzumachen und gemeinsam mit dem Therapeuten zu singen. Dieser wird nach einigen Wiederholungen leiser, sofern der Patient noch so weit mitkommt. Der Therapeut hat zu beurteilen, ob eine Leistungssteigerung vorliegt, was wieder mit zwei Punkten bewertet wird, oder ob der Patient lediglich perseveriert.
3. Der Therapeut singt das Item vor, schlägt den Rhythmus dazu, lässt drei bis fünf Sekunden Stille verstreichen, und erst anschließend darf der Patient das Item gesungen wiederholen. Ist die Leistung gegeben, folgt der vierte Schritt (zwei Punkte erreichbar). Widrigenfalls muss für Unterstützung („Backup“) durch Wiederholung von Schritt 2 gesorgt werden. Gelingt das Item da, kehrt man wieder zum dritten Schritt zurück und der Patient erhält einen Punkt. Ist es hingegen auch nach der Unterstützung durch Schritt 2 dem Patienten nicht möglich, das Item zu wiederholen, muss zum nächsten Item weitergegangen und wieder bei Schritt 1 angefangen werden. Punkte gibt es dafür keine mehr.
4. Im Falle des Erfolgs hingegen stellt der Therapeut sogleich eine Frage in gesungener Form, die eine Komponente des zuletzt präsentierten Items verlangt. Der Patient soll darauf kurz und bündig antworten und nicht einfach wiederholen, was er zuletzt gesagt hat. Lautete zum Beispiel das Item „Ich habe Hunger.“, fragt der Therapeut darauf: „Wer hat Hunger?“, was der Patient mit „Ich.“ beantworten möge. Gibt er hingegen „Ich habe Hunger.“ zur Antwort, so ist ihm zu erklären, dass er das nächste Mal die Frage genauer beantworten soll. Punkteabzug gibt es dafür keinen. Kommt aber gar keine oder eine falsche Reaktion, kann nochmals zu Schritt 3 zurückgekehrt und es anschließend nochmal versucht werden. Die Punktevergabe erfolgt in diesem Fall wie beim Backup unter Schritt 3. Außerdem kann es durch die Kürze der Antwort schon hier zu einer Rückkehr zu normaler Prosodie kommen.

Level 4
Level 4 besteht aus fünf Schritten. Items können auf diesem Level bereits längere, wenig frequente Sätze sein. In diesem letzten Level soll der Patient zur normalen Sprechprosodie zurückfinden.
1. Der Therapeut singt den Satz einmal vor und schlägt den Rhythmus dazu und lässt den Patienten anschließend nach einer Pause, deren Länge vom Therapeuten auf den Leistungsfortschritt des Aphasikers abgestimmt wird, nachsingen. Gelingt dies nicht, wird ein Backup durch einmaliges gemeinsames Intonieren und leiser Werden des Therapeuten eingeschoben. Zwei Punkte werden bei Erfolg bei erstem Anlauf, ein Punkt bei unterstützender Maßnahme vergeben.
2. Das Item wird in Sprechgesang, das heißt nicht mehr gesungen, sondern eher mit übertriebener Sprachprosodie, und mit Handschlägen zum Rhythmus präsentiert. Danach sprechen beide gemeinsam und wiederholen das Item solange, bis der Therapeut merkt, dass der Patient den Übergang zum Sprechgesang gemeistert hat. Dann wird der Therapeut leiser und lässt den Patienten alleine weitermachen. Wiederum kann zur Unterstützung zum ersten Schritt zurückgegangen werden, die Punkte werden entsprechend angepasst.
3. Der Therapeut spricht das Item in Sprechgesang vor, der Patient muss es nach einer kurzen Pause ebenfalls in Sprechgesang wiederholen. Der Rhythmus wird auch hier durch Handschläge vermittelt und Backup kann angewendet werden. Die Punktevergabe erfolgt wie bei den vorangegangenen Schritten.
4. Das Item wird diesmal in normaler Sprechprosodie und Geschwindigkeit vorgesagt und nach einer Pause, deren Länge wiederum vom Fortschritt des Patienten abhängt (siehe Schritt 1), wiederholt es dieser. Unterstützung durch Schritt 3 kann durchgeführt werden.
5. Nach einer kurzen Pause stellt der Therapeut in normaler Prosodie zwei oder mehr Fragen zur Information, die im zum zuletzt präsentierten Item enthalten ist. Lautete zum Beispiel das Item „Fahre in die Stadt.“, so könnten Fragen dazu sein: „Wohin fahren Sie?“, „Wie werden dorthin gelangen?“ oder „Was wollen sie dort tun?“. Backup über Schritt 4 kann durchgeführt werden.

Die MIT ist abgeschlossen, sobald vom letzten Level im Durchschnitt 90 Prozent aller Punkte pro Item erreicht worden sind.
Es ist zu erwähnen, dass es bei anderen Autoren oder in früheren Abhandlungen über dieses Thema leicht abweichende Formen der MIT gibt. So schreibt Nancy Helm-Estabrooks in „Manual of Aphasia Therapy“ (1991) vor, dass Items vom Therapeuten maximal viermal wiederholt werden dürfen. Sparks, Helm und Albert (1974) präsentieren eine Form der MIT, bei der Level 1 zum ersten Schritt von Level 2 und Level 2 und Level 3 zu einem Level zusammengefasst wurden. Das Therapiemuster ist aber allen gleich: steigende Komplexität der Items über die Schritte Vorsingen, Mitsingen und Nachsingen mit langsamem Übergang von Melodie zu Sprechprosodie gegen Schluss der Therapie.

### MIT mit Kindern
MIT kann auch für Kinder angewendet werden, die eine Sprechapraxie aufweisen. Allerdings ist die pediatrische Version in ihrer Struktur etwas lockerer und verlangt auch mehr individuelle Anpassung an den Patienten. Es gibt drei Levels mit fünf bis sechs Schritten jeweils. Dem Kind wird es im ersten Level (Level 1 in der Form nach Sparks und Holland (1976) existiert nicht) möglichst einfach gemacht und es wird möglichst wenig verlangt. Der Therapeut bietet ihm vielmehr die Stimuli (auch visuell, durch Bilder unterstützt) solange dar, bis das Kind von selbst einsteigt. Der Rhythmus wird auch nicht durch Handschläge vermittelt, sondern durch lautsprachbegleitende Gebärden. Erst in Level 2 fängt der Therapeut an, Pausen zwischen den Items zu machen, sowie leiser zu werden und den Patienten alleine weitersingen zu lassen. Level 3 soll das Kind zu normaler Prosodie auf ähnliche Weise wie bei Erwachsenen zurückführen: durch die Anwendung von Sprechgesang. 

## Wirksamkeit
In vielen Fällen stellt sich bereits nach wenigen Wochen eine Verbesserung in der Sprachproduktion ein: Die Patienten können eine begrenzte Zahl alltäglicher, formelhafter Ausdrücke verständlich artikulieren („guten Tag“, „alles klar“, „auf Wiedersehen“). Damit sind die Patienten wieder eingeschränkt fähig, einfache Grundbedürfnisse zu äußern, wenn auch oft mit Hilfestellungen von außen. Weiterhin schwierig bleibt jedoch die Produktion ungeübter, nicht-formelhafter Aussagen. Neueste Forschungsarbeiten legen zwar den Schluss nahe, das Üben formelhafter Ausdrücke stärker als bisher in die gängige Sprachtherapie einzubinden. Sowohl durch Gesang als auch durch rhythmisches Sprechen erzielten die untersuchten 15 Patienten beachtliche Fortschritte in der Produktion formelhafter Ausdrücke. Verbesserungen bei der Produktion nicht-formelhafter, grammatischer Aussagen ließen sich jedoch nur nach gängiger Sprachtherapie feststellen.
Albert, Sparks und Helm (1973) schildern drei – nicht repräsentative – Fallbeispiele von Patienten mit Aphasie:
Ein 67-jähriger Mann, bei dem 18 Monate lang das Sprachverständnis kaum, die Sprachproduktion jedoch schwer beeinträchtigt war: Eine dreimonatige Aphasiebehandlung erbrachte keine Verbesserung. Bereits zwei Tage nach mit MIT konnte er schon einige Worte hervorbringen, zwei Wochen später waren es dann fast einhundert. Nach eineinhalb Monaten MIT konnte er bereits kurze, bedeutungsvolle Konversationen führen, die er auch selbst initiierte. Die Artikulation hatte sich hingegen kaum verbessert.
Ein 65-jähriger Mann mit ähnlichen Symptomen: Nach zwei Wochen MIT konnte dieser erstmals seit den 14 Monaten seiner Erkrankung wieder verständliche, teils auch grammatikalisch korrekte Antworten auf Fragen produzieren.
Eine 48-jährige Frau mit eingeschränkter Sprachproduktion, aber intaktem Sprachverständnis: MIT erleichterte die Produktion propositionaler, bedeutungsvoller Sprache nach nur drei Therapiesitzungen. Nach eineinhalb Monaten schaffte sie Vier- bis Fünfwortsätze, deren grammatische Struktur korrekt war. Hauptproblem blieb Dysarthrie.
Sparks, Helm und Albert (1974) beobachteten neun Patienten mit einer Aphasie. Die Behandlung mit MIT verlief nach Ansicht der Autoren nach drei unterschiedlichen Mustern. Eine erste Gruppe, bestehend aus Patienten mit stereotypem, bedeutungslosem Jargon, aber klarer Artikulation mit Melodiemustern, konnte nach der Therapie bedeutungsvolle kurze, aber noch dysarthrische Sätze produzieren. Die zweite Gruppe, bestehend aus Patienten mit ähnlichen Symptomen wie die erste Gruppe, aber ohne Stereotypien vor MIT, konnte nach der Therapie nur Ein- bis Zweiwortsätze produzieren, deren linguistische Qualität aber ausreichend war. Die dritte Gruppe beschreibt Patienten, die sich trotz Therapie kaum verbesserten.

## Neurologischer Erklärungsansatz
Bei Rechtshändern werden der linken Hirnhälfte eine Reihe sprachlicher Aspekte zugeschrieben, während die rechte Hirnhälfte wichtige Funktionen beim Singen unterstützt. So sind Patienten nach einer Schädigung der linken Hirnhälfte oft noch in der Lage, geläufige Liedmelodien zu summen und dabei bekannte Liedtexte sowie einfache, alltägliche Phrasen zu artikulieren. Albert, Sparks und Helm (1973) vermuteten daher, es müsse Sprachareale in der rechten Hirnhälfte geben, die sich durch intensiven Gesang aktivieren lassen. Auf diese Weise könnte sich die sprachliche Dominanz der linken Hirnhälfte allmählich verringern.
Neuere Forschung weist jedoch in eine andere Richtung. Nicht das Singen selbst scheint für die Sprachproduktion und die Therapie bei Patienten mit Aphasien entscheidend zu sein, sondern insbesondere der Einfluss rhythmischer Taktgeber. So liegt der Schlüssel der Melodischen Intonationstherapie wohl nicht im Zusammenspiel von linker und rechter Hirnhälfte, sondern eher im Zusammenspiel zwischen Großhirnrinde und subkortikalen Gebieten – etwa den Basalganglien. Diese sind bei der rhythmischen Sprachverarbeitung eine Art Schaltstelle im Gehirn. Ein Schlaganfall in der linken Hirnhälfte erstreckt sich meist auch auf subkortikale Gebiete. Das äußert sich oft in einem Problem bei der Verarbeitung von Rhythmus. Patienten mit nicht-flüssigen Aphasien haben häufig erhebliche Schwierigkeiten, die Wortproduktion einzuleiten und anschließend silbenweise einzutakten. Rhythmische Taktgeber – etwa ein Metronom – oder rhythmisches Sprechen könnten hier Abhilfe verschaffen und die sprechmotorische Planung der Patienten verbessern.
Ebenso wichtig wie der Rhythmus sind darüber hinaus die Vertrautheit der Liedtexte sowie der gezielte Einsatz formelhafter Sprache. Formelhafte Sprache umfasst dabei unter anderem eine Vielzahl automatisierter Phrasen, die für die alltägliche Verständigung entscheidend sind – wie etwa „guten Tag“, „alles klar“ oder „auf Wiedersehen“. Anders als sich zunächst vermuten lässt, werden Phrasen dieser Art nicht von der linken, sondern maßgeblich von Teilen der rechten Hirnhälfte unterstützt (Sidtis et al., 2009). Diese ist bei Patienten mit nicht-flüssigen Aphasien meist intakt. So erklärt sich, warum die betroffenen Patienten einige formelhafte Phrasen häufig erstaunlich gut artikulieren können – sei es gesungen oder rhythmisch gesprochen.

## Referenzen
- Martin L. Albert, Robert W. Sparks, Nancy A. Helm: Melodic Intonation Therapy for Aphasia. In: Archives of Neurology. 29, August 1973, S. 130–131.
- Robert W. Sparks, Nancy A. Helm, Martin L. Albert: Aphasia Rehabilitation Resulting from Melodic Intonation Therapy. In: Cortex. Band 10, Nr. 4, Dezember 1974, S. 303–316.
- Robert W. Sparks, Audrey L. Holland: Method: Melodic Intonation Therapy for Aphasia. In: Journal of Speech and Hearing Disorders. Band 41, Nr. 3, August 1976, S. 287–297.
- Nancy A. Helm-Estabrooks: Melodic Intonation Therapy. In: Manual of Aphasia Therapy. 1991.
- D. Sidtis, G. Canterucci, D. Katsnelson: Effects of neurological damage on production of formulaic language. In: Clinical linguistics & phonetics. Band 23, Nr. 4, 2009, S. 270–284.
- B. Stahl, S. A. Kotz, I. Henseler, R. Turner, S. Geyer: Rhythm in disguise: Why singing may not hold the key to recovery from aphasia. In: Brain. Band 134, Nr. 10, 2011, S. 3083–3093. doi:10.1093/brain/awr240 (brain.oxfordjournals.org, PDF; 360 kB)
- B. Stahl, U. De Langen-Müller: Gesang in der Sprachtherapie: Theorie und Praxis. In: Sprachheilarbeit. Band 57, Nr. 4, 2012, S. 210–212. (pubman.mpdl.mpg.de, PDF; 729 kB)
- B. Stahl, I. Henseler, R. Turner, S. Geyer, S. A. Kotz: How to engage the right brain hemisphere in aphasics without even singing: Evidence for two paths of speech recovery. In: Frontiers in Human Neuroscience. Band 7, Nr. 35, 2013, S. 1–12. (frontiersin.org)
- B. Stahl, S. A. Kotz: Facing the music: Three issues in current research on singing and aphasia. In: Frontiers in Psychology. Band 5, Nr. 1033, 2014, S. 1–4. (journal.frontiersin.org)